# Rosatom
Rosatom (en ruso: Росатом [rɐsˈatəm] Corporación Estatal de Energía Nuclear Rosatom, Corporación Estatal de Energía Atómica Rosatom o Corporación Estatal Rosatom) es un holding de empresas estatal de Rusia con sede en Moscú especializada en energía nuclear, en bienes nucleares no energéticos y en productos de alta tecnología. Establecido en 2007, el grupo está comprendido por más de 350 compañías, incluidas las organizaciones de investigación científica, el complejo de armas nucleares y la única flota de rompehielos nucleares del mundo.
Esta corporación estatal es una de las más grandes en la industria de energía nuclear del mundo. Se trata de la empresa que más electricidad genera en Rusia, produciendo 215,746 teravatios hora (TW⋅h) de electricidad, que supone el 20.28% de la producción eléctrica total del país. La corporación también ocupa el primer lugar en la construcción de centrales nucleares en el extranjero, siendo responsable del 76% de las exportaciones mundiales de tecnología nuclear: 35 unidades de potencia de centrales nucleares, en diferentes etapas de desarrollo, en 12 países distintos a diciembre de 2020. Rosatom también fabrica equipos y produce isótopos para medicina nuclear y lleva a cabo investigaciones y estudios sobre materiales; también produce superordenadores y 'software', así como diferentes productos innovadores nucleares y no nucleares. La estrategia de Rosatom es seguir desarrollando las energías renovables y la energía eólica. Se están construyendo dos unidades de potencia en la central nuclear Kurskaya-2, en Rusia, y se han anunciado planes para dos unidades de potencia más en la central nuclear de Kola. Rosatom, que en 2019 contaba con una participación del 38% en el mercado mundial, está tomando la delantera en los servicios globales de enriquecimiento de uranio (36%) y cubre el 16% del mercado mundial de combustible nuclear.
En 2020, Rosatom aprobó su estrategia actualizada, enfatizando el papel de los nuevos productos, tanto nucleares no energéticos como no nucleares, en aproximadamente un centenar de nuevas áreas comerciales, que incluían medicina nuclear, compuestos, energía eólica, hidrógeno, gestión de residuos, tecnología aditiva y producción de hidrógeno.
Rosatom, que en el pasado fue una organización sin fines de lucro, realiza labores que incluyen el desarrollo de energía nuclear, el crecimiento de las empresas del ciclo del combustible nuclear y el cumplimiento de las funciones que le asigna el estado. También vela por la seguridad nacional (mediante la disuasión nuclear), la seguridad nuclear y la radiológica, así como el desarrollo de las ciencias aplicadas y fundamentales. Además, la corporación cuenta con la autorización del estado para cumplir las obligaciones internacionales de Rusia en el campo del uso de la energía nuclear y de la no proliferación de materiales nucleares. Rosatom también participa en proyectos de gran envergadura como el Reactor Termonuclear Experimental Internacional (ITER, por su sigla en inglés) y el Centro para la Investigación de Iones y Antiprotones (FAIR, por su sigla en inglés).
En febrero de 2021, la cartera total de pedidos de Rosatom alcanzó los 250.000 millones de dólares. De acuerdo con el informe corporativo del año anterior, su cartera de pedidos extranjeros de diez años se situó en 138.3000 millones de dólares, mientras que los ingresos alcanzaron los 7.500 millones de dólares. 
Varias entidades gubernamentales soviéticas y rusas con diferentes tareas se encuentran entre los predecesores de Rosatom. El Consejo de ministros transformó la Primera Dirección Principal a cargo del programa de armas nucleares en el Ministerio de Construcción de Maquinaria Mediana (Minsredmash, por su acrónimo en ruso) el 26 de junio de 1953. Al ministerio se le encomendó el desarrollo del programa cívico de energía nuclear. Ya en 1989, el Minsredmash y el Ministerio de Energía Atómica se fusionaron para formar el Ministerio de Ingeniería e Industria Nuclear de la URSS.
El Ministerio de Energía Atómica de la Federación de Rusia (Министерство по атомной энергии Российской Федерации, en ruso), también conocido como Minatom (Минaтом, en ruso), se estableció como sucesor de la parte rusa del Ministerio de Ingeniería e Industria Nuclear de la URSS el 29 de enero de 1992, tras la disolución de la Unión Soviética. El nuevo ministerio creado recibió alrededor del 80% de las empresas del departamento sindical, incluidas nueve plantas de energía nuclear con 28 unidades de energía. Bajo este nombre, el ministerio existió hasta el 9 de marzo de 2004, cuando se transformó en la Agencia Federal de Energía Atómica.
El 1 de diciembre de 2007, el presidente de Rusia, Vladímir Putin, firmó una ley adoptada por la Asamblea Federal en virtud de la cual se aboliría la Agencia Federal de Energía Atómica y sus poderes y activos se transferirían a la recién creada Corporación Estatal de Energía Atómica Rosatom. Once días después, la agencia se transformó en una corporación estatal.
En 2017, Rosatom decidió invertir en energía eólica al creer que las rápidas reducciones de costos en la industria renovable se convertirían en una amenaza competitiva para la energía nuclear, y comenzó a construir turbinas eólicas. A la corporación le preocupaba que las oportunidades de exportación nuclear se estuvieran agotando. 
El 20 de agosto de 2020, Rosatom conmemoró el 75.º aniversario de la industria nuclear rusa. Como parte de la celebración, la empresa estatal lanzó su campaña de cambio de marca 'United Rosatom', que hizo que las subsidiarias de la industria nuclear utilizaran el logotipo de la cinta Moebius, de Rosatom. Ese mismo año la corporación se fijó el objetivo de triplicar sus ingresos a cuatro billones de rublos para 2030, de los cuales el 40% provendría de nuevas líneas de negocio, centrándose principalmente en tecnología sostenible.

## Organización
A principios de 2021, Rosatom incluía 356 formas organizativas y legales diversas. Algunas pertenecen a las empresas del complejo de energía nuclear, que comprende organizaciones de energía nuclear, ingeniería nuclear y ciclo de combustible nuclear, inclusive empresas para la exploración y producción de uranio natural, conversión y enriquecimiento de uranio, producción de combustible nuclear, electricidad y equipos, así como desarrollo de nuevas tecnologías para la plataforma de centrífugas de gas y combustible nuclear. Otros pertenecen al creciente número de nuevos negocios fuera del ámbito de la energía nuclear, que incluyen energía eólica, materiales compuestos, tecnologías aditivas, medicina nuclear, entre otros. Los activos civiles de la industria rusa se concentran en la sociedad tenedora de acciones Atomenergoprom, de Rosatom, que aunaba 204 empresas en diciembre de 2020.
Las empresas de Rosatom están integradas en múltiples divisiones:
- División de minería

El 'holding' de la división minera de Rosatom es JSC Atomredmetzoloto, que fusiona los activos mineros de uranio de Rusia. Las empresas filiales clave incluyen JSC Khiagda y JSC Dalur.
Uranium One es una compañía minera global separada que opera directamente bajo Rosatom con una cartera diversa de activos en Kazajistán, EE.UU. y Tanzania.
- División de combustibles

La empresa gestora de la división de combustible de Rosatom es JSC TVEL, que es una organización líder en el mercado inicial del ciclo de combustible nuclear mundial y el único proveedor de combustible nuclear para las centrales nucleares rusas y la flota de rompehielos de propulsión nuclear.
Las empresas filiales clave incluyen el Instituto Nacional de Investigación de Materiales Inorgánicos de Bochvar, Siberian Chemical Combine y Chepetskiy Mechanical Plant.
Las tareas de la división incluyen la fabricación de combustible nuclear, la conversión y el enriquecimiento de uranio, y la producción de centrifugadoras de gas.
El enriquecimiento de uranio se lleva a cabo en cuatro plantas de TVEL Fuel Company, incluida la planta electroquímica de Angarsk, en el óblast de Irkutsk, la planta electroquímica de Zelenogorsk, en el krai de Krasnoyarsk, la planta electroquímica de Ural en Novouralsk, en el óblast de Sverdlovsk y la planta química de Siberia en Séversk, en el  óblast de Tomsk. El uranio se enriquece utilizando una tecnología avanzada de centrífuga de gas para separar los isótopos de uranio. El hexafluoruro de uranio empobrecido se convierte en óxido en la unidad W-ECP de la planta electroquímica de Zelenogorsk.
El combustible nuclear se produce en la planta de construcción de maquinaria de Rosatom (JSC MSZ) y en la planta de concentrados químicos de Novosibirsk (JSC NCCP). Las plantas producen combustible nuclear a base de UO2 (uranio fresco enriquecido y reprocesado) para todos los modelos de reactores de investigación y de energía rusos, así como para muchos modelos de reactores de investigación y de energía extranjeros y para instalaciones de energía en barcos rusos. El desarrollo de combustible tolerante a accidentes para reactores VVER y PWR ya ha entrado en la fase de prueba.
El combustible nuclear de mezcla de óxidos (MOX) para reactores rápidos de sodio se produce en Mining and Chemical Combine, mientras que el combustible mixto de uranio y plutonio se producirá en Siberian Chemical Plant, que se está construyendo actualmente. El combustible de uranio-plutonio REMIX (mezcla regenerada) está siendo probado para reactores VVER y se espera que su producción comercial tenga lugar en Mining and Chemical Combine.
El reprocesamiento SNF se realiza en la Asociación de Producción de Mayak en la planta RT-1. En la actualidad, la planta está procesando el combustible nuclear gastado (de varias composiciones) de los reactores de potencia (BN-350, VVER-440, BN-600, RBMK-1000, VVER-1000; BN-MOX), de los reactores de investigación centros científicos rusos y extranjeros, y de los reactores de las centrales eléctricas de transporte de la flota naval submarina y de superficie.
- División de ingeniería mecánica

La empresa administradora es JSC Atomenergomash. Es uno de los mayores grupos de empresas de ingeniería mecánica de Rusia que ofrece una gama completa de soluciones para el diseño, fabricación y suministro de equipos destinados a la industria de la energía nuclear. La división consta de más de 10 sitios de producción, incluidas empresas de producción, centros de ingeniería y organizaciones de investigación en Rusia, Ucrania, República Checa y Hungría.
De acuerdo con los propios datos del grupo, el 14% de las centrales nucleares del mundo y el 40% de las centrales térmicas de la CEI y los países bálticos utilizan el equipo de mantenimiento. Además, la división es el mayor productor de equipos para el reactor VVER y el único productor mundial del reactor de neutrones rápidos (reactor BN). Sus empresas también son responsables del diseño y fabricación de reactores para plantas de energía nuclear SMR, tanto en tierra como en alta mar, así como rompehielos nucleares.
Las empresas filiales clave incluyen OKB Gidropress, OKBM Afrikantov, JSC Machine-Building Factory of Podolsk y AEM-technology.
- División de ingeniería

La empresa gestora es JSC ASE EC, que cuenta con amplias capacidades para gestionar la construcción de instalaciones de ingeniería complejas. Las principales áreas de negocio de la división incluyen el diseño y la construcción de grandes centrales nucleares en Rusia y en el extranjero, y el desarrollo de tecnologías digitales para gestionar instalaciones de ingeniería complejas basadas en la plataforma Multi-D.
Las empresas clave incluyen JSC Atomenergoproekt y JSC ATOMPROEKT.
- División de ingeniería energética

La empresa gestora es JSC Rosenergoatom. Es el único operador de centrales nucleares en Rusia y un actor clave en el mercado eléctrico ruso. Sus principales áreas de negocio incluyen la generación de energía y calor en centrales nucleares y funcionar como el operador de instalaciones nucleares (centrales nucleares), fuentes de radiación e instalaciones de almacenamiento de materiales nucleares y sustancias radiactivas.
Las empresas clave incluyen todas las centrales nucleares rusas, JSC AtomEnergoRemont, JSC AtomEnergoSbyt y el 'holding' de construcción TITAN-2.
- División de 'back-end' (modo administrador)

La empresa administradora es JSC Federal Center for Nuclear and Radiation Safety. Está dedicada a un sistema centralizado para la gestión del combustible nuclear gastado y los residuos radiactivos, así como al desmantelamiento de instalaciones nucleares y radiológicas peligrosas.
Las empresas clave incluyen FSUE Mining and Chemical Combine, FSUE Radon, NO RWM.

### Flota de rompehielos

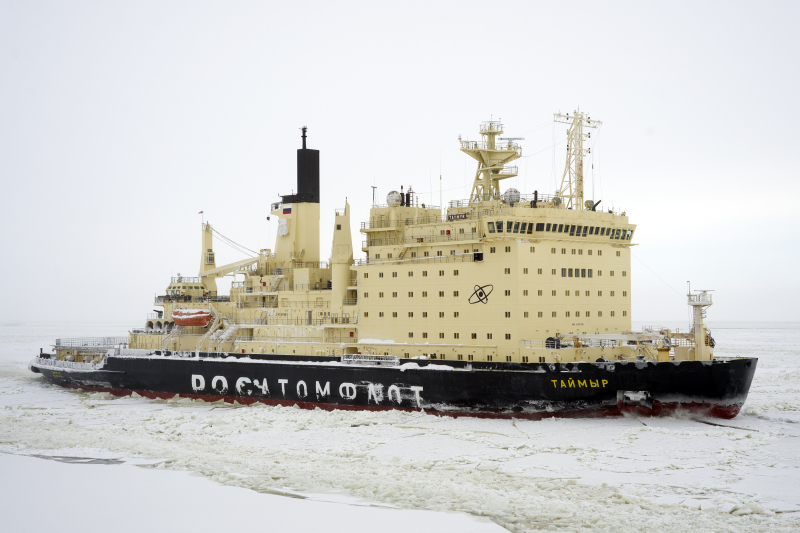
Taymyr-class icebreaker Taymyr

Desde 2008, la estructura de Rosatom incluye la flota rusa de rompehielos nucleares, que es la más grande del mundo con cinco rompehielos de propulsión nuclear, un portacontenedores y cuatro buques de servicio. Sus tareas incluyen la navegación en las rutas de la Ruta del Mar del Norte y operaciones de rescate en hielo. La operación y el mantenimiento de la flota están a cargo de FSUE Atomflot, también conocida como Rosatomflot, una empresa con sede en Murmansk.

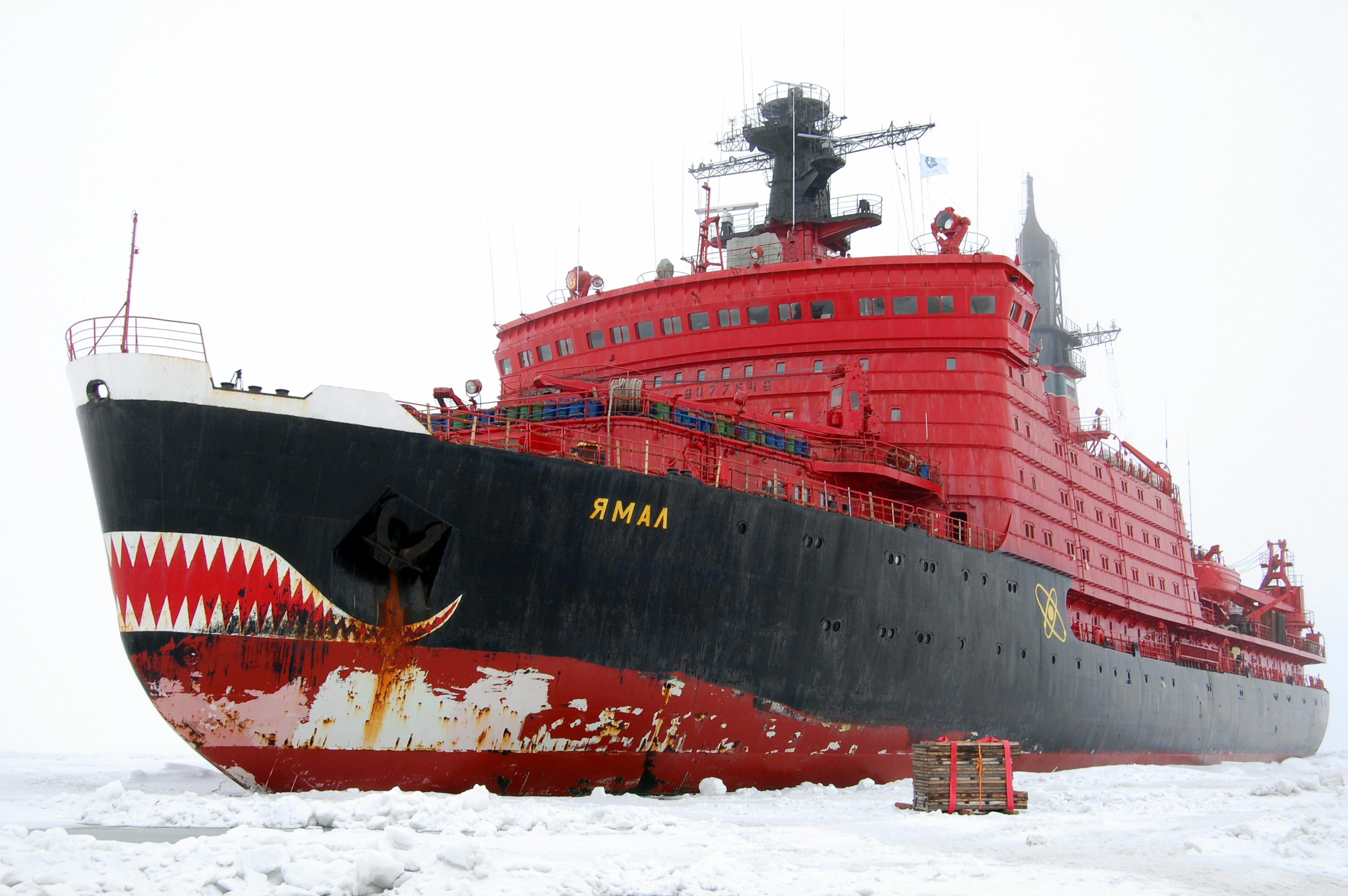
Rompehielos clase Arktika Yamal

| En operación / en construcción | En operación / en construcción | En operación / en construcción | Fuera de servicio | Fuera de servicio | Fuera de servicio | Fuera de servicio                          |
| Nombre                         | Tipo                           | Año                            | Nombre            | Tipo              | Año               | Estado                                     |
| ------------------------------ | ------------------------------ | ------------------------------ | ----------------- | ----------------- | ----------------- | ------------------------------------------ |
| Sevmorput                      | —                              | 1988–2007, 2016–presente       | Arktika           | clase 'Arktika'   | 1975–2008         | Anclado en Murmansk                        |
| Taymyr                         | clase 'Taymir'                 | 1989–presente                  | 'Sibir'           | Clase 'Arktika'   | 1977–1992         | Anclado en Murmansk                        |
| 'Vaygach'                      | Clase 'Taymyr'                 | 1990–presente                  | 'Rossiya'         | Clase 'Arktika'   | 1985–2013         | Botado en Murmansk                         |
| Yamal                          | clase 'Arktika'                | 1993–presente                  | 'Sovetskiy Soyuz' | Clase 'Arktika'   | 1989–2012         | Botado en Murmansk, actual barco de mando. |
| 50 Let Pobedy                  | Clase 'Arktika'                | 2007–presente                  |                   |                   |                   |                                            |
| Arktika                        | Proyecto 22220                 | 2020                           |                   |                   |                   |                                            |
| Sibir                          | Project 22220                  | 2021                           |                   |                   |                   |                                            |
| Ural                           | Project 22220                  | 2022 (planificado)             |                   |                   |                   |                                            |
| Yakutia                        | Proyecto 22220                 | 2022                           |                   |                   |                   |                                            |
| Chukotka                       | Proyecto 22220                 | —                              |                   |                   |                   |                                            |
| Rossiya                        | Proyecto10510                  | 2021–presente                  |                   |                   |                   |                                            |

## Gobierno corporativo

### Consejo supervisor
El presidente ruso, Vladímir Putin, y el jefe de Rosatom, Sergey Kiriyenko, en enero de 2014
El máximo órgano ejecutivo de Rosatom es el consejo supervisor, que está compuesto por nueve personas, incluido el presidente. La junta está encabezada por el presidente Sergey Kiriyenko desde 2005. Otros miembros de la junta son:
- Igor Borovkov, jefe del aparato de la Comisión Militar-Industrial.
- Larisa Brychyova, asistente del presidente de Rusia.
- Alexey Likhachev, director general de Rosatom.
- Andrei Klepach, viceministro de Desarrollo Económico.
- Sergey Korolev, director de Seguridad Económica del Servicio Federal de Seguridad.
- Alexander Novak, ministro de Energía de Rusia.
- Yuriy P. Trutnev, representante del presidente de Rusia en el Distrito Federal del Lejano Oriente.
- Yuriy V. Ushakov, asistente del presidente de Rusia.

### Junta directiva
Las estrategias, políticas y objetivos de Rosatom son establecidos por su junta directiva, compuesta por catorce personas, entre ellas el director general, que desde 2016 está encabezada por el director general, Alexey Likhachev.
- Alexey Likhachev, director general de Rosatom
- Ivan Kamenskikh, primer director general adjunto de armas nucleares
- Kirill Komarov, primer director general adjunto de desarrollo corporativo y negocios internacionales
- Alexander Lokshin, primer director general adjunto de gestión de operaciones
- Nikolay Solomon, primer director general adjunto de funciones corporativas y director financiero
- Konstantin Denisov, director general adjunto de seguridad
- Sergey Novikov, secretario de Estado y director general adjunto de ejecución de los poderes del estado y presupuesto
- Nikolay Spassky, director general adjunto de relaciones internacionales
- Oleg Kryukov, director de políticas públicas sobre residuos radiactivos, combustible nuclear gastado y desmantelamiento nuclear
- Andrey Nikipelov, director general de Atomenergomash
- Sergey Obozov, director de Rosatom Production System y miembro de la junta directiva de Rosenergoatom
- Yuri Olenin, director general adjunto de gestión de la innovación
- Andrei Petrov, director general de Rosenergoatom
- Yuri Yakovlev, director general adjunto de la política de seguridad estatal en los usos de la energía atómica para la defensa.

### Director general
El único órgano ejecutivo de Rosatom es el director general, que gestiona las operaciones del día a día. Sergey Kiriyenko, que dirigía la industria nuclear rusa en 2005, fue el director general de Rosatom desde su creación hasta que fue reemplazado por Alexey Likhachev, ex viceministro de Desarrollo Económico, el 5 de octubre de 2016.
- Sergey Kiriyenko (1 de diciembre de 2007 – 5 de octubre de 2016)
- Alexey Likhachev (5 de octubre de 2016 – actualmente en el cargo)

Está a cargo de las siguientes actividades
- Construcción de rompehielos nucleares
- Los materiales compuestos
- Medicina Nuclear
- Seguridad Nuclear y Radiológica
- Ciclo del Combustible Nuclear
- Complex de Armas Nucleares

## Historia
El Ministerio para la Energía Atómica de la Federación Rusa (del ruso: Министерство по атомной энергии Российской Федерации), o MinAtom (МинАтом) fue establecido el 29 de enero de 1992 como un sucesor del Ministerio de Ingeniería e Industria Nuclear de la Unión Soviética. Fue reorganizado como la Agencia Federal para la Energía Atómica el 9 de marzo de 2004. De acuerdo a la ley adoptada por el parlamento ruso en noviembre de 2007 y firmada por el presidente Putin a principios de diciembre, la agencia fue transformada en una corporación estatal.

### Principales empresas que forman parte de Rosatom
TVEL: Sociedad Anónima "TVEL" se estableció el 12 de septiembre de 1996 de conformidad con el Decreto Presidencial Nº166 de la Federación de Rusia "En la optimización de la gestión del ciclo del combustible nuclear".
ATOMFLOT: la empresa unitaria estatal federal Atomflot se creó para proporcionar el servicio tecnológico y el mantenimiento de los rompehielos de propulsión nuclear y de la flota especial. En 2008, FSUE Atomflot se unió a Rosatom de acuerdo con la resolución del presidente de la Federación Rusa.
ROSENERGOATOM: el objetivo principal de la empresa Rosenergoatom Concern OJSC consiste en la fabricación económicamente eficiente y segura de energía eléctrica y calórica de las centrales nucleares de Rusia y en su venta. Siendo una entidad operativa, Rosenergoatom Concern OJSC según la Ley Federal ''en la utilización de la energía nuclear'', asume plena responsabilidad sobre el mantenimiento de la seguridad nuclear y radiológica en todas las etapas del ciclo de vida de la central nuclear.
RUSATOM OVERSEAS JSC:  filial de Rosatom en el extranjero fue fundada en 2011 con el objetivo de promover la tecnología nuclear de Rusia en el mercado mundial. Rusatom actúa en el extranjero como un integrador de soluciones complejas de Rosatom en la energía nuclear, gestiona la promoción de la oferta integrada y el desarrollo de la actividad nuclear de Rusia en el extranjero y opera como una red mundial de oficinas de marketing de Rosatom.

## Actividades
Rosatom controla el holding de energía nuclear Atomenergoprom, las compañías de fabricación de armas nucleares, los institutos de investigación y las agencias de seguridad nuclear y radiación. También representa a Rusia a nivel mundial en los temas de uso pacífico de la energía nuclear y la protección del régimen de no proliferación.
OKB Gidropress, que construye las actuales centrales de energía nuclear basados en el modelo VVER, es una subsidiaria de Rosatom.
La corporación está encargada de la gestión y el mantenimiento de la flota de rompehielos nucleares a través de Atomflot. 

## En construcción
Rosatom es uno de los líderes mundiales en el número de unidades de energía construidas simultáneamente. Desde finales de 2021, está construyendo dos nuevas unidades de energía en Rusia en la central nuclear de Kursk II, y hay 35 unidades de energía en diferentes etapas de implementación en el extranjero. Construcción de la  central nuclear de Kaliningrado comenzó el 25 de febrero de 2010, pero fue suspendida para rediseñarse el proyecto.
También hay planes para construir dos unidades más en la central nuclear de Leningrado, dos unidades en la central nuclear de Smolensk, dos unidades más en la central nuclear de Novovoronezh y dos unidades más en la central nuclear de Kursk. A mediados de junio de 2021, Rosatom anunció que se agregarán dos reactores VVER de 600 MW a la central nuclear de Kola, y el primero entrará en funcionamiento en 2034. A principios de junio de 2021, se inició la construcción del reactor BREST-OD-300. Será la primera unidad de potencia de demostración experimental del mundo con un reactor de neutrones rápidos enfriado por plomo.
| Planta                            | Ubicación                            | Número de unidades | Tipo de reactor | Potencia (MW) | Inicio | Finalización        |
| --------------------------------- | ------------------------------------ | ------------------ | --------------- | ------------- | ------ | ------------------- |
| Central nuclear del Báltico       | Kaliningrado, óblast de Kaliningrado | 1                  | VVER-1200       | 1,170         | 2021   | Proyecto suspendido |
| Central nuclear de Kursk II       | Makarovka, óblast de Kursk           | 1                  | VVER-1300/510   | 1 255         | 2018   | 2025                |
| Central nuclear de Kursk II       | Makarovka, óblast de Kursk           | 2                  | VVER-1300/510   | 1255          | 2019   | 2026-7              |
| A partir del 15 de abril de 2021. |                                      |                    |                 |               |        |                     |

## Extranjero
Rosatom tiene la cartera de proyectos de construcción de centrales nucleares extranjeras más grande del mundo, con una participación de mercado del 74%. Rosatom ha tomado la iniciativa de ofrecer plantas de energía nuclear a países emergentes. El 37% de los reactores nucleares en construcción en todo el mundo está siendo construido por la propia Rosatom, generalmente del tipo OKB Gidropress VVER. Rosatom recibió 66.500 millones de dólares en pedidos extranjeros en 2012, incluidos 28.900 millones de dólares para la construcción de plantas nucleares, 24.700 millones de dólares para productos de uranio y 12.900 millones de dólares para exportaciones de combustible nuclear y actividades relacionadas. En 2020, Rosatom recibió 138.300 millones de dólares en pedidos extranjeros, incluidos 89.100 millones de dólares para la construcción de plantas nucleares, 13.300 millones de dólares para productos de uranio y 35.800 millones de dólares para exportaciones de combustible nuclear y actividades relacionadas. Las plantas de energía nuclear en China, India e Irán fueron diseñadas y construidas por Rosatom o con la participación de la corporación. Rosatom participa en la construcción de la planta de energía nuclear de Tianwan en China, la construcción de la planta de energía nuclear de Kudankulam en India y la construcción de la planta de energía nuclear de Bielorrusia en Bielorrusia.
En diciembre de 2013, Rosatom firmó un contrato de 6.400 millones de euros con Fennovoima en Finlandia de la central nuclear de Hanhikivi de una sola unidad utilizando OKB Gidropress VVER-1200 reactor de agua presurizada en la ciudad de Pyhäjoki, cuya construcción estaba prevista para el 2021, pero el contrato fue cancelado en mayo de 2022 por Finlandia. En diciembre de 2014, Rosatom y el Grupo MVM de Hungría firmaron un acuerdo para la construcción de nuevas unidades de estación de la central nuclear de Paks, cuya construcción estaba prevista para inincio de 2022. Rosatom inicio la construcción de la central nuclear de Akkuyu en Turquía, el 3 de abril de 2018. Rosatom ha firmado acuerdos con Egipto para la construcción de la central nuclear de El-Dabaa y con Bangladés para la construcción de la central nuclear de Rooppur, como inicio para el 30 de noviembre de 2017.
| Planta      | País        | Ubicación                    | Unidades | Estado          | Tipo           | Potencia (MW) | Construcción             | Construcción                                                     |
| Planta      | País        | Ubicación                    | Unidades | Estado          | Tipo           | Potencia (MW) | inicio                   | terminación                                                      |
| ----------- | ----------- | ---------------------------- | -------- | --------------- | -------------- | ------------- | ------------------------ | ---------------------------------------------------------------- |
| Akkuyu      | Turquía     | Akkuyu, Mersin               | 1        | En construcción | VVER-1200/491  | 1200          | Abril de 2018            | 2023 (planeado)                                                  |
| Akkuyu      | Turquía     | Akkuyu, Mersin               | 2        | En construcción | VVER-1200/491  | 1200          | Abril de 2020            | 2023 (planeado)                                                  |
| Akkuyu      | Turquía     | Akkuyu, Mersin               | 3        | En construcción | VVER-1200/491  | 1200          | Marzo de 2021            | 2023 (planeado)                                                  |
| Akkuyu      | Turquía     | Akkuyu, Mersin               | 4        | En construcción | VVER-1200/491  | 1200          | 2022 (planificado)       | 2023 (planeado)                                                  |
| Bielorrusia | Bielorrusia | Astravets                    | 1        | Operativo       | VVER-1200/491  | 1,200         | 6 de noviembre de 2013   | Noviembre de 2020 (primera conexión a la red) 2022 (planificado) |
| Bielorrusia | Bielorrusia | Astravets                    | 2        | En construcción | VVER-1200/491  | 1,200         | 6 de noviembre de 2013   | Noviembre de 2020 (primera conexión a la red) 2022 (planificado) |
| Bushehr     | Irán        | Bushehr                      | 1        | Operativo       | VVER-1000/446  | 1000          | 1 de mayo de 1975; 1995  | 23 de septiembre de 2013                                         |
| Bushehr     | Irán        | Bushehr                      | 2        | En construcción | VVER-1000      |               | Septiembre de 2019       | Agosto de 2025                                                   |
| El Dabaa    | Egipto      | El-Dabaa                     | 1        | Aprobado        | VVER-1200      | 1,200         | 2022 (planificado)       | —                                                                |
| El Dabaa    | Egipto      | El-Dabaa                     | 2        | Aprobado        | VVER-1200      | 1,200         | —                        | —                                                                |
| El Dabaa    | Egipto      | El-Dabaa                     | 3        | Aprobado        | VVER-1200      | 1,200         | —                        | —                                                                |
| El Dabaa    | Egipto      | El-Dabaa                     | 4        | Aprobado        | VVER-1200      | 1,200         | —                        | —                                                                |
| Hanhikivi   | Finlandia   | Pyhäjoki                     | 1        | Suspendido      | VVER-1200      | 1200          | —                        | —                                                                |
| Kudankulam  | India       | Koodankulam, Tamil Nadu      | 1        | Operativa       | VVER-1000/412  | 917           | 31 de marzo de 2002      | 22 de octubre de 2013                                            |
| Kudankulam  | India       | Koodankulam, Tamil Nadu      | 2        | Operativa       | VVER-1000/412  | 917           | 31 de marzo de 2016      | 31 de marzo de 2017                                              |
| Kudankulam  | India       | Koodankulam, Tamil Nadu      | 3        | En construcción | VVER-1000/412  | 917           | 29 de junio de 2017      | —                                                                |
| Kudankulam  | India       | Koodankulam, Tamil Nadu      | 4        | En construcción | VVER-1000/412  | 917           | Octubre de 2017          | —                                                                |
| Kudankulam  | India       | Koodankulam, Tamil Nadu      | 5        | En construcción | VVER-1000/412  | 917           | 30 de junio de 2021      | —                                                                |
| Kudankulam  | India       | Koodankulam, Tamil Nadu      | 6        | En construcción | VVER-1000/412  | 917           | 30 de junio de 2021      | —                                                                |
| Paks        | Hungría     | Paks, condado de Tolna       | 5        | Aprobado        | VVER-1200      | 1,200         | 2022                     | —                                                                |
| Paks        | Hungría     | Paks, condado de Tolna       | 6        | Aprobado        | VVER-1200      | 1,200         | 2022                     | —                                                                |
| Rooppur     | Bangladés   | Rooppur - Ishwardi           | 1        | En construcción | VVER-1200      | 1200          | Noviembre de 2017        | 2023 (planeado)                                                  |
| Rooppur     | Bangladés   | Rooppur - Ishwardi           | 2        | En construcción | VVER-1200      | 1200          | Julio de 2018            | 2024 (planeado)                                                  |
| Tianwan     | China       | Lianyungang, Jiangsu         | 1        | Operativo       | VVER-1000/428  | 990           | 20 de octubre de 1999    | 17 de mayo de 2007                                               |
| Tianwan     | China       | Lianyungang, Jiangsu         | 2        | Operativo       | VVER-1000/428  | 990           | 20 de octubre de 2000    | 16 de agosto de 2007                                             |
| Tianwan     | China       | Lianyungang, Jiangsu         | 3        | Operativo       | VVER-1000/428M | 1,050         | 27 de diciembre de 2012  | 15 de febrero de 2018                                            |
| Tianwan     | China       | Lianyungang, Jiangsu         | 4        | Operativo       | VVER-1000/428M | 1,050         | 27 de septiembre de 2013 | 22 de diciembre de 2018                                          |
| Tianwan     | China       | Lianyungang, Jiangsu         | 7        | Aprobado        | VVER-1200      | 1,150         | Mayo de 2021             | —                                                                |
| Tianwan     | China       | Lianyungang, Jiangsu         | 8        | Aprobado        | VVER-1200      | 1,150         | 2022                     | —                                                                |
| Xudabao     | China       | Xingcheng, Huludao, Liaoning | 3        | Aprobado        | VVER-1200      | 1,150         | 2021                     | —                                                                |
| Xudabao     | China       | Xingcheng, Huludao, Liaoning | 4        | Aprobado        | VVER-1200      | 1,150         | 2022                     | —                                                                |
| Mochovce    | Eslovaquia  | Mochovce                     | 1        | Operativo       | VVER 440/213   | 436           | Noviembre de 1982        | 29 de octubre de 1998                                            |
| Mochovce    | Eslovaquia  | Mochovce                     | 2        | Operativo       | VVER 440/213   | 436           | Noviembre de 1982        | 11 de abril de 2000                                              |
| Mochovce    | Eslovaquia  | Mochovce                     | 3        | En construcción | VVER 440/213   | 436           | Noviembre de 2008        | 2022 (planeado)                                                  |
| Mochovce    | Eslovaquia  | Mochovce                     | 4        | En construcción | VVER 440/213   | 436           | Noviembre de 2008        | 2022 (planeado)                                                  |

## Presencia global
Rosatom tiene proyectos en pie en los siguientes países:
Australia, Armenia, Bangladés, Bielorrusia, Bélgica, Bulgaria, Corea del Sur, Inglaterra, Hungría, Alemania, Vietnam, India, Irán, España, Kazajistán, China, México, Eslovaquia, USA, Tanzania, Turquía, UAE, Ucrania, Finlandia, Francia, República Checa, Suiza, Suecia, Sudáfrica, Japón.
Rosatom tiene posibles proyectos a iniciarse en:
Argentina, Bangladés, Bielorrusia, Bolivia, Brasil, India, Jordania, China, Mongolia, Finlandia y República Checa.

### Plantas operativas en Rusia
- Balakovo
- Beloyarsk
- Bilibino
- Kalinin
- Kola
- Kursk
- Leningrado
- Novovoronezh
- Rostov
- Smolensk
- Báltico NPP
- Leningrado 2
- Novovoronezh 2
- Akademik Lomonosov

## Cooperación ruso-argentina
La cooperación ruso-argentina en la esfera nuclear está regulada por el Acuerdo bilateral entre el Gobierno de la República Argentina y el de la Federación Rusa para los usos pacíficos de la energía nuclear, firmado el 25 de octubre de 1990.
El 24 de mayo de 2011 en Moscú, durante la reunión de la Dirección General de la Corporación Estatal "Rosatom", Sergey Kiriyenko y el Ministro de Planificación Federal, Inversión Pública y Servicios de la Argentina, Arq. Julio De Vido, se firmó el memorando de entendimiento sobre cooperación en los usos pacíficos de la energía nuclear, que certifica que la Corporación Estatal "Rosatom" ha superado con éxito la pre-calificación como proveedor potencial de la cuarta central nuclear argentina.

### Acuerdo Rusatom Overseas JSC y la FIUBA
En el marco del acuerdo firmado entre Rusatom Overseas JSC y la Facultad de Ingeniería de la Universidad de Buenos Aires el 29 de agosto de 2013, por la promoción de la utilización pacífica de la energía nuclear, se realizó un Concurso Nacional de Monografías sobre Aplicaciones Pacíficas de la Tecnología Nuclear destinado a estudiantes avanzados y graduados que contemplen aplicaciones de la tecnología nuclear para sectores de la industria, medicina, biología y agropecuario.
36 trabajos académicos se presentaron en el concurso. Los mismos fueron evaluados por un jurado internacional que incluyó miembros del INVAP, la Comisión Nacional de Energía Atómica (CNEA), la Autoridad Regulatoria Nuclear (ARN), Nuclear Argentina SA (NASA SA), el Instituto Balseiro, el Sr. Bolshov (CEO de IBRAE-RAN), el Sr Laaksonen (Vicepresidente de JSC Rusatom Ultramar) y especialistas en ciencias de la Embajada de la Federación Rusa en Argentina. Los premios a los ganadores fueron entregados el 29 de noviembre de 2013 en la alta casa de estudios.